# Il Santo Rosario
Il Santo Rosario è un saggio del sacerdote cattolico e teologo Luigi Giussani, fondatore del movimento Comunione e Liberazione, pubblicato dalle Edizioni San Paolo nel 2003.

## Contenuti

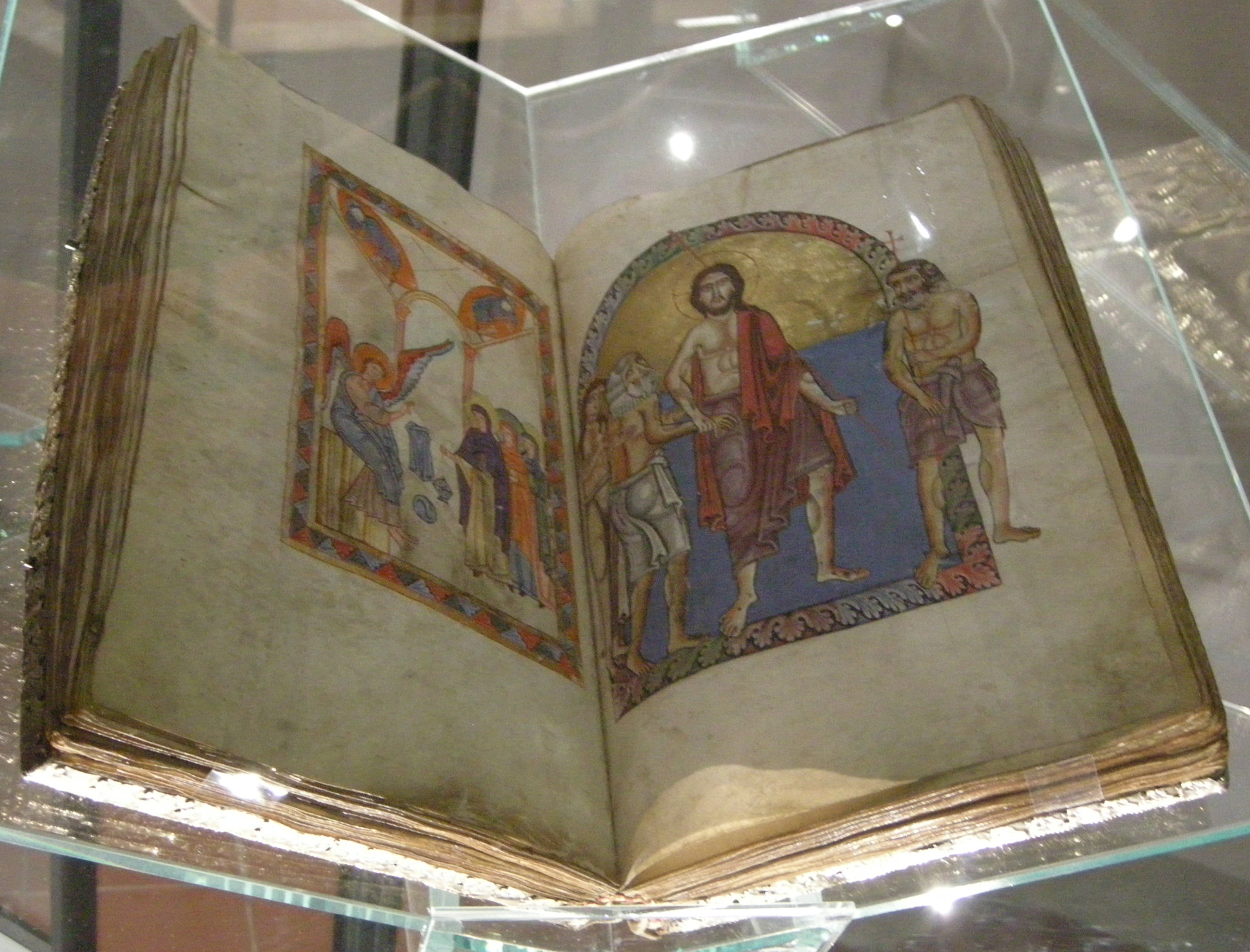
Evangeliario di Matilde di Canossa, da cui sono tratte alcune immagini contenute nel volume Il Santo Rosario

Il volume contiene il commento di Giussani ai misteri della preghiera cristiana del Rosario. Ogni mistero è preceduto da un brano evangelico e in appendice sono presenti le Litanie lauretane, la preghiera dell'Angelus e del Veni Sancte Spiritus. I commenti ai misteri gaudiosi, dolorosi e gloriosi erano già stati pubblicati nel 2001 nel mensile Tracce, mentre inedito è il commento ai misteri della luce, introdotti nel Rosario da Giovanni Paolo II nel 2002.
Il libro contiene la riproduzione di alcune miniature medievali prese dall'Evangelario di Nonantola, manoscritto miniato conservato presso il Museo diocesano d'arte sacra e benedettino di Nonantola e appartenuto a Matilde di Canossa.

## Edizioni
- Luigi Giussani, Il Santo Rosario, 1ª ed., Cinisello Balsamo, Edizioni San Paolo, 2003,  p. 48, ISBN 88-215-4994-1.